# Laufen-Uhwiesen
Laufen-Uhwiesen ist eine politische Gemeinde im Bezirk Andelfingen, dem Weinland des Kantons Zürich. Ihr Mundartname ist Lauffe-Uewise.

## Wappen
Blasonierung: 
In Blau ein silbernes Rebmesser mit goldenem Griff, überhöht von einem silbernen Tatzenkreuz

## Geographie
Die Gemeinde grenzt sowohl an Deutschland (im Westen) wie an die Kantone Schaffhausen und Thurgau. Die Grenze im Rheinfall bereinigten die Kantone Schaffhausen und Zürich erst 1984/85. Seitdem liegt der mittlere, begehbare Felsen mehrheitlich auf Zürcher Gebiet.
Die Gemeinde Laufen-Uhwiesen besteht aus drei Ortschaften:

### Uhwiesen

Luftbild aus 400 m Höhe von Werner Friedli (1958)

Das Dorf Uhwiesen wurde 1290 erstmals urkundlich erwähnt. Es liegt auf 450 Meter am Südhang des Cholfirsts im Zürcher Weinland. Im von Riegelhäusern geprägten Dorf steht die älteste erhaltene Kapelle des Kantons Zürich. Selber wird die Ortschaft als Wein- und Obstbauerndorf bezeichnet, da viele Reben am steilen Südhang des Cholfirsts wachsen.

### Laufen
Der Ortsteil Laufen umfasst ein halbes Dutzend Häuser, darunter die Kirche, das Pfarrhaus und das Schloss, einst Sitz von Freiherren und Obervögten. Das Schloss Laufen ist heute Restaurationsbetrieb für Rheinfallbesucher und wurde bis 2019 auch als Jugendherberge genutzt. Der Rheinfall, der grösste Wasserfall Mitteleuropas, liegt zur Hälfte im Ortsteil Laufen und zur andern Hälfte in der Nachbargemeinde Neuhausen am Rheinfall.
Als kurios ist die Postanschrift der Häuser in Laufen zu betiteln: Obwohl der Ortsteil zur Gemeinde Laufen-Uhwiesen gehört, trägt Laufen die Postleitzahl der Nachbargemeinde Dachsen und postalisch auch deren Ortsbezeichnung. Ein Brief wird also wie folgt adressiert: Max Mustermann, Laufen, 8447 Dachsen

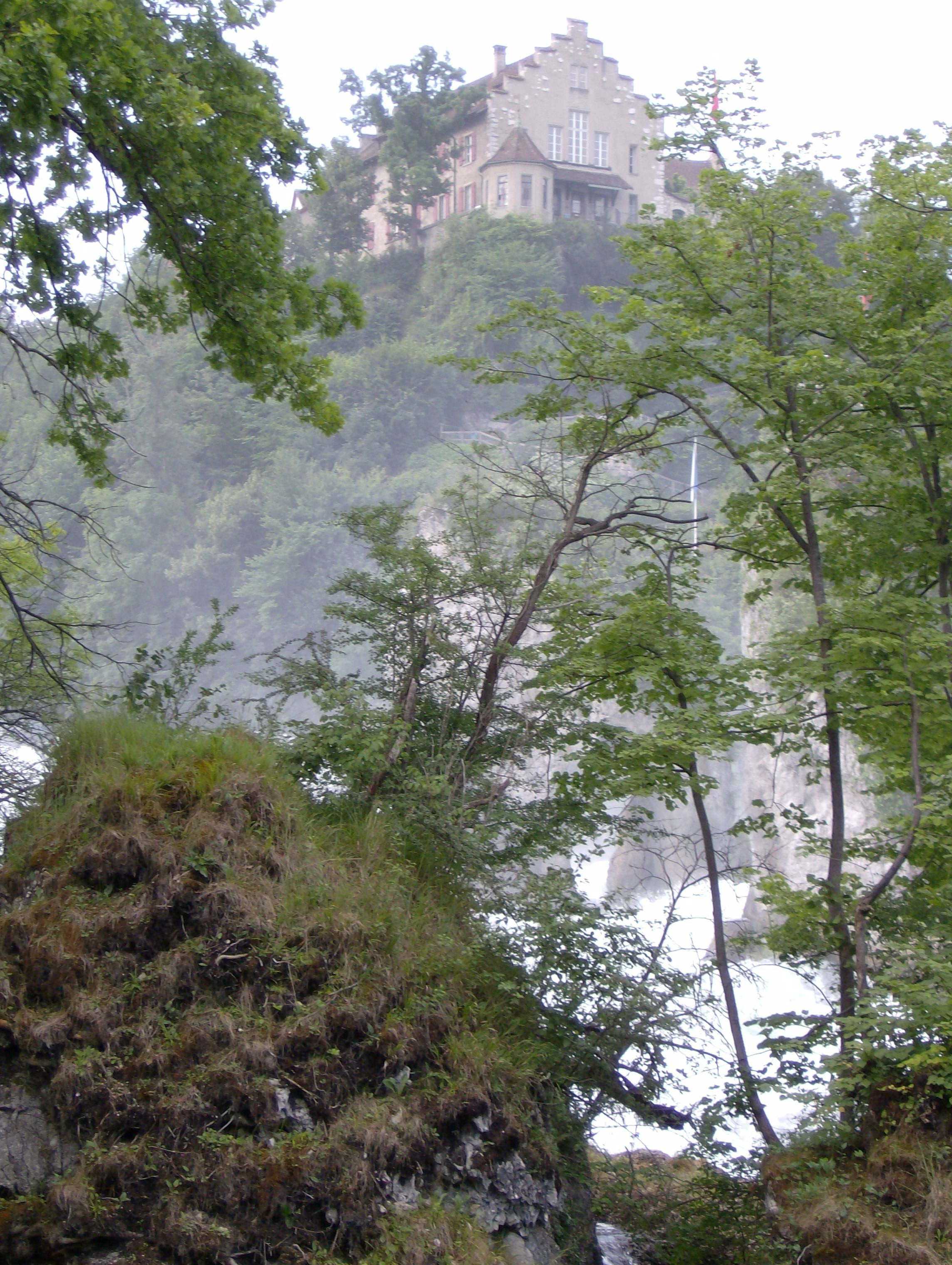
Schloss Laufen oberhalb des Rheinfalls

### Nohl
Auf einer schmalen Terrasse über dem nördlichen (hier westlichen) Rheinufer liegt der Weiler Nohl, ursprünglich Urfar geheissen. Er war im Mittelalter eine Fischersiedlung. Noch heute sind einige Betriebe mit dem Wasser verbunden, namentlich mit Rheinschifffahrt und Bootsbau. Die Bauern bewirtschaften ihr Land mehrheitlich in der deutschen Nachbarschaft. Der Weiler gilt als Sonderfall, da er eine Exklaven-Konstellation einnimmt. Er wurde durch den Stadtstaat Zürich 1651 vom gräflichen Haus Sulz erworben. Die Ortschaft verbindet seit 1956, nach Einstellung eines Fährbetriebs, der Rheinsteg Nohl mit den anderen Gemeindeteilen. Vorher bestand nur eine Fähre. Er verfügt also über keine Strassenverbindung mit dem Rest der Gemeinde und ist für den Motorverkehr nur über deutsches oder Schaffhauser Gebiet zugänglich. Durch seine Abgeschiedenheit gestaltet sich die Versorgung des Weilers als recht kompliziert. Das Quellwasser kommt aus Neuhausen, wie auch die Kehrichtabfuhr. Bei einem Brand sind die Feuerwehr von Neuhausen und die (linksrheinische) Regionalfeuerwehr Cholfirst zuständig.

## Bevölkerung
| Jahr | Einwohner |
| ---- | --------- |
| 1643 | 388       |
| 1850 | 794       |
| 1900 | 824       |
| 1950 | 795       |
| 2000 | 1394      |
| 2005 | 1473      |
| 2010 | 1511      |
| 2015 | 1639      |
| 2020 | 1780      |
| 2022 | 1780      |

## Politik
Der Gemeinderat (Exekutive) besteht aus fünf Mitgliedern. Gemeindepräsident ist Serge Rohrbach (parteilos, Stand 2023).
Bei der Nationalratswahl 2019 erreichten die Parteien folgende Wähleranteile: SVP 36,86 %, FDP 16,29 %, glp 12,42 %, Grüne 10,04 %, SP 9,07 %, CVP 5,06 %, EDU 2,98 %, BDP 2,77 %, EVP 2,05 % und andere (8) 2,44 %.
Die Wähleranteile bei der Nationalratswahl 2023: SVP 39,53 % (+2,67 %), FDP 14,13 % (−2,16 %), SP 11,68 % (+2,61 %), glp 10,63 % (−1,79 %), Die Mitte 9,10 % (+1,27 %), Grüne 7,04 % (−3,00 %), EDU 2,39 % (−0,59 %), EVP 2,20 % (+0,14 %), Mass-Voll! 1,64 %, andere (11) 1,64 %.

## Geschichte
«Das Gebiet von Laufen-Uhwiesen war im Frühmittelalter dünn besiedelt. Die Erschliessung ging vom spätestens im 9. Jh. existierenden grundherrlichen Zentrum Laufen aus, das in jüngerer Zeit nur aus einer Burg und einer Kirche bestand, im 14. Jahrhundert aber noch einen grossen Kelnhof und eine Mühle umfasste. Ebenfalls im 9. Jahrhundert wird der Hof Mörlen erwähnt. Das Dorf Uhwiesen war eine hochmittelalterliche Ausbausiedlung, die sich jedoch im 15. Jahrhundert auf Grund des Weinbaus zur Hauptsiedlung entwickelte. Vom 12. Jahrhundert an hatten die Bischöfe von Konstanz die Grundherrschaft inne, die niederen Gerichte lagen ab ca. 1440 in den Händen der Schaffhauser Familie von Fulach. Hochgerichtlich gehörte Laufen-Uhwiesen zur Grafschaft Kyburg und wurde mit dieser 1424 bzw. 1452 zürcherisch. 1544 erwarb Zürich auch die niedere Gerichtsbarkeit und vereinigte alle ihre Herrschaftsrechte in der bis 1798 bestehenden Obervogtei Laufen.» 1155 werden der Kelnhof und die Kirche Laufen als Besitztum des Bischofs von Konstanz erwähnt. Das Kriegsjahr 1799 brachte die Besetzung durch französische, österreichische und russische Truppen.
Unter der Regenerationsverfassung des Kantons Zürich von 1831 entstanden die politischen Gemeinden. Die Gebiete Uhwiesen, Laufen, Nohl, Mörlen und Flurlingen bildeten zusammen eine entsprechende Einheit, aus der Flurlingen 1840 ausschied und als eigenständige politische Gemeinde definiert wurde.
Im ursprünglichen Bauerndorf spielte der Weinbau eine bedeutende Rolle; noch heute pflegen einige hauptberufliche Winzer die Reben. Die Rebfläche am Hang ist allerdings kleiner geworden. Zudem umschliesst ein Kranz von landwirtschaftlichen Siedlungen das Dorf. Als Besitzerin der grössten Waldfläche der Gemeinde bildet Laufen-Uhwiesen zusammen mit den politischen Gemeinden Benken, Dachsen und Trüllikon das Forstrevier Cholfirst und gehört damit zum Forstkreis 5 des Kantons Zürich. Nach dem Zweiten Weltkrieg verdoppelte eine rege Bautätigkeit die Einwohnerzahl. Da sich das Gewerbe nur zaghaft entwickelte, arbeiten die meisten Bewohner auswärts.

## Sehenswürdigkeiten und Kultur
Immer Mitte Januar wird Hilari, ein fasnachtähnlicher Brauch, gefeiert.

## Verkehr
Mit der Eröffnung der Eisenbahnstrecke Schaffhausen–Winterthur 1857 durch die damalige Nordostbahn-Gesellschaft erhielt Laufen-Uhwiesen keine eigene Station, sondern war auf diejenige von Dachsen angewiesen. Erst mit der Haltestelle «Schloss Laufen am Rheinfall» entstand ein Bahnanschluss auf Gemeindegebiet. Der Bau der Steinbrücke mit neun Bögen unmittelbar oberhalb des Absturzes des Rheins war eine technische Meisterleistung. Von der Brücke führt die Bahnlinie unmittelbar in den Tunnel unter dem Schloss Laufen. Eine Postautoverbindung von Uhwiesen nach Schaffhausen besteht seit 1968.

## Schulen
In Uhwiesen liegen die Primarschule der Gemeinde sowie das Kreissekundarschulhaus für Uhwiesen, Dachsen und Flurlingen. Die Kinder aus dem Weiler Nohl nutzen den Kindergarten und die Primarschule von Dachsen. Die Mittelschüler besuchen wie diejenigen der Zürcher Gemeinden Dachsen, Flurlingen und Feuerthalen die Kantonsschule Schaffhausen. Der Weiler Nohl besass von 1885 bis 1974 eine eigene Primarschule.

## Persönlichkeiten
- Johann Jakob Egli (1825–1896), Geograph
- Ernst Müller-Reiffer (1885–1957), Industrieller
- Walter Maria Förderer (1928–2006), Bildhauer, Architekt, Hochschullehrer und Politiker
- Eduard Schmid (1934–2015), Sekundarlehrer und Gemeindepräsident in Uhwiesen, Autor, Panorama-Zeichner, Holz- und Linolschnitt-Künstler[16]
- Sophie Blocher (1935–2002), Pfarrerin und Sozialarbeiterin
- Beat Mändli (* 1969), Springreiter
- Lukas Linder (* 1984), Dramatiker und Romancier